# Hôtel Gillion
L'Hôtel Gillion est un bâtiment de style Art déco édifié par l'architecte Albert Callewaert sur le territoire de la commune de Forest, dans la région de Bruxelles-Capitale en Belgique.

## Localisation
L'Hôtel Gillion se situe aux numéros 107a-109 de l'avenue Besme, face au parc de Forest,.

## Historique
Cette maison bourgeoise est construite en 1932 par l'architecte Albert Callewaert, principalement connu pour avoir édifié en 1922 la façade Art déco du stade Joseph Marien (stade de la Royale Union Saint-Gilloise),,.
Le commanditaire en est René Gillion, un entrepreneur qui avait fondé en 1918 « Les entreprises générales Gillion et fils », établies au n°152 de la rue Saint-Denis à Forest. 
Cette entreprise familiale spécialisée dans le béton armé a beaucoup contribué au prestige architectural de Bruxelles et réalisé de prestigieux projets comme l'Institut national de radiodiffusion (INR) de la place Flagey à Ixelles, le Résidence Palace, l'hôtel Plaza, le Muséum des sciences naturelles, la maison communale de Forest, le stade Joseph Marien, l'hôtel de la régie des Télégraphes et Téléphones, les Galeries de la Toison d'or et le pavillon de l'URSS à l'exposition universelle de 1958,,,,,,. En 1936, cette société lance, à l'exemple de la société d'Émile Jean Van de Ven, un concours destiné à encourager l'architecture moderne et, par là, l'utilisation du béton dont elle est productrice : il s'agit d'un concours pour les architectes, dont le vainqueur pouvait réaliser son projet en béton,.

## Statut patrimonial
L'édifice ne fait pas l'objet d'un classement au titre des monuments historiques mais il figure à l'Inventaire du patrimoine architectural de la Région de Bruxelles-Capitale sous la référence 28972.

## Architecture
L'Hôtel Gillion est un hôtel de maître qui « oscille, à l'extérieur, entre l'Art déco et le modernisme » : par contre, à l'intérieur « la richesse des matériaux – marbres et bois précieux –, le soin apporté aux détails, à l'exemple du mécanisme très ingénieux des châssis, inscrivent le bâtiment dans la mouvance Art Déco ». 
La façade présente une élévation de quatre niveaux dont un étage-attique en retrait, plus une lucarne ajoutée en 2010.
Cette façade est édifiée en pierre de taille, rose au rez-de-chaussée et blanche aux étages, assemblée en grand appareil. 
Le rez-de-chaussée est percé en son centre d'une porte d'entrée en fer forgé de style Art Déco, dont les jambages sont taillés en oblique. Cette porte est flanquée, sur sa droite, d'une simple fenêtre et, sur sa gauche, d'une porte de service également en fer forgé et d'une large porte-fenêtre aux jambages arrondis qui remplace la porte de garage d'origine.
Le premier et le deuxième étage sont réunis, à gauche, par un grand oriel en bois de plan trapézoïdal peint en brun.
La travée de droite est percée à chaque étage d'une fenêtre : celle du premier est précédée d'un impressionnant faux balcon en pierre dont la structure géométrique est plus proche du modernisme que de l'Art déco.
Le troisième étage est un étage-attique en retrait percé deux portes-fenêtres précédées chacune d'une petite terrasse ornée d'un garde-corps en fer forgé : la terrasse de gauche surmonte l'oriel.

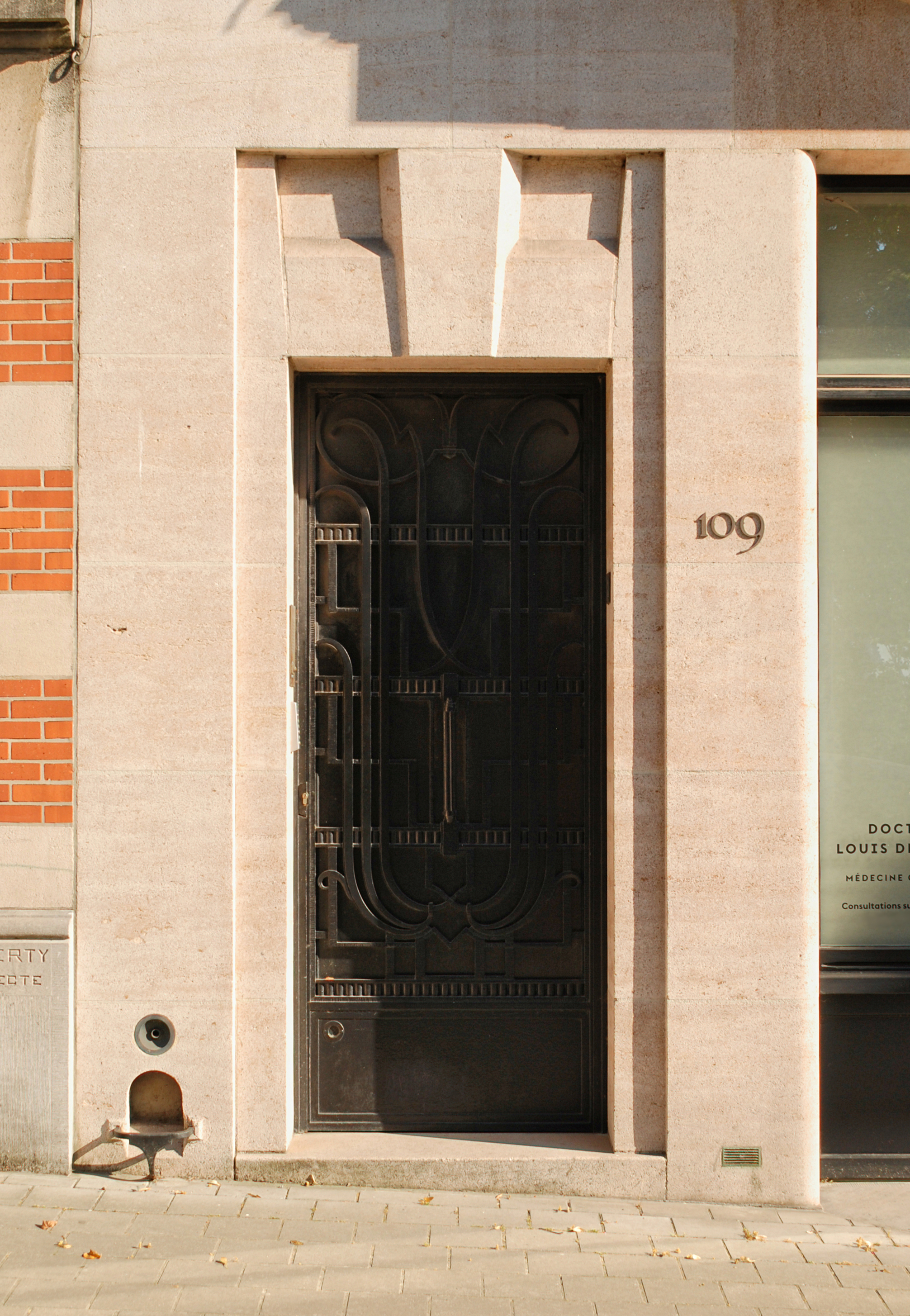
La porte de service.
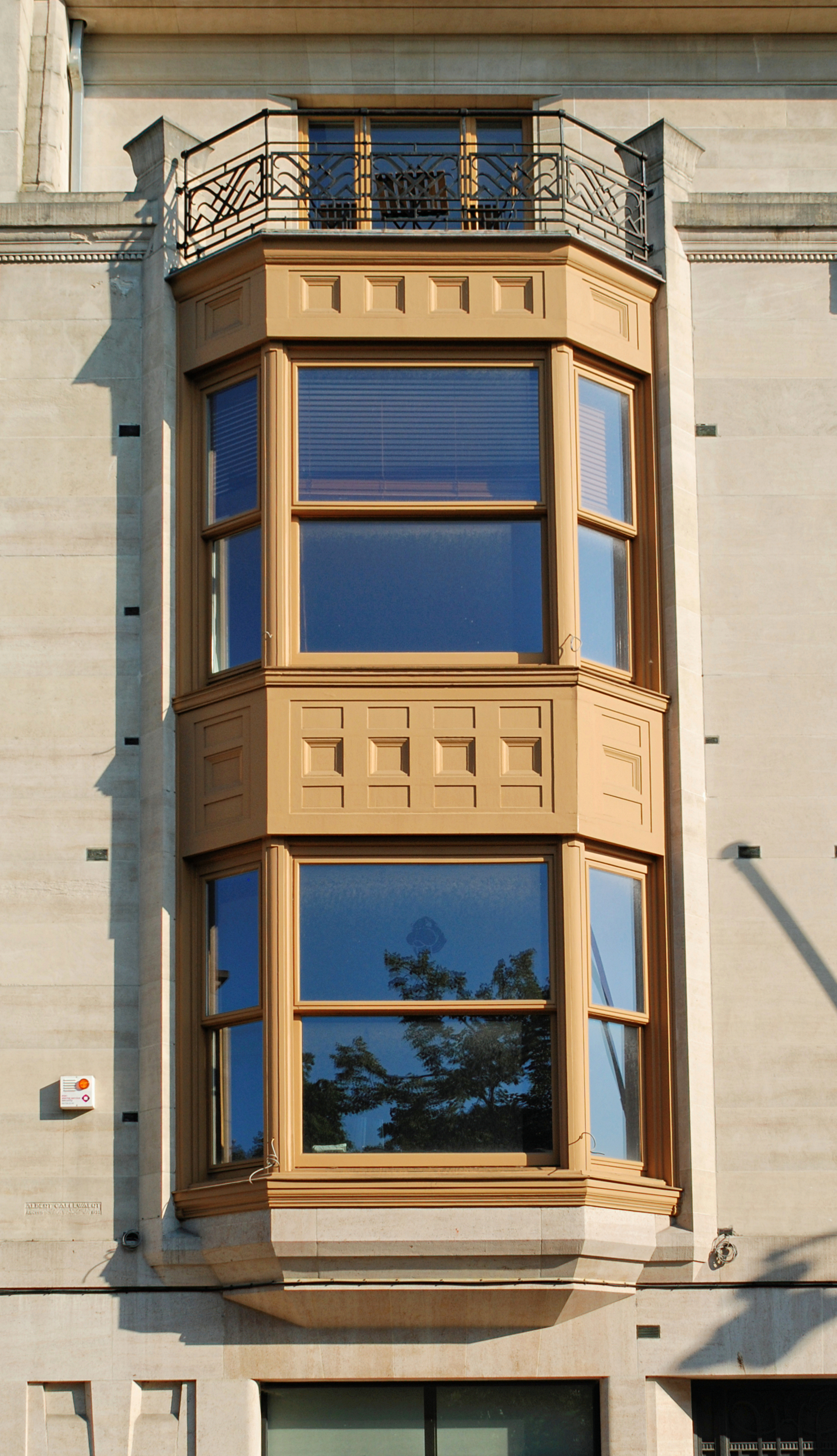
L'oriel.
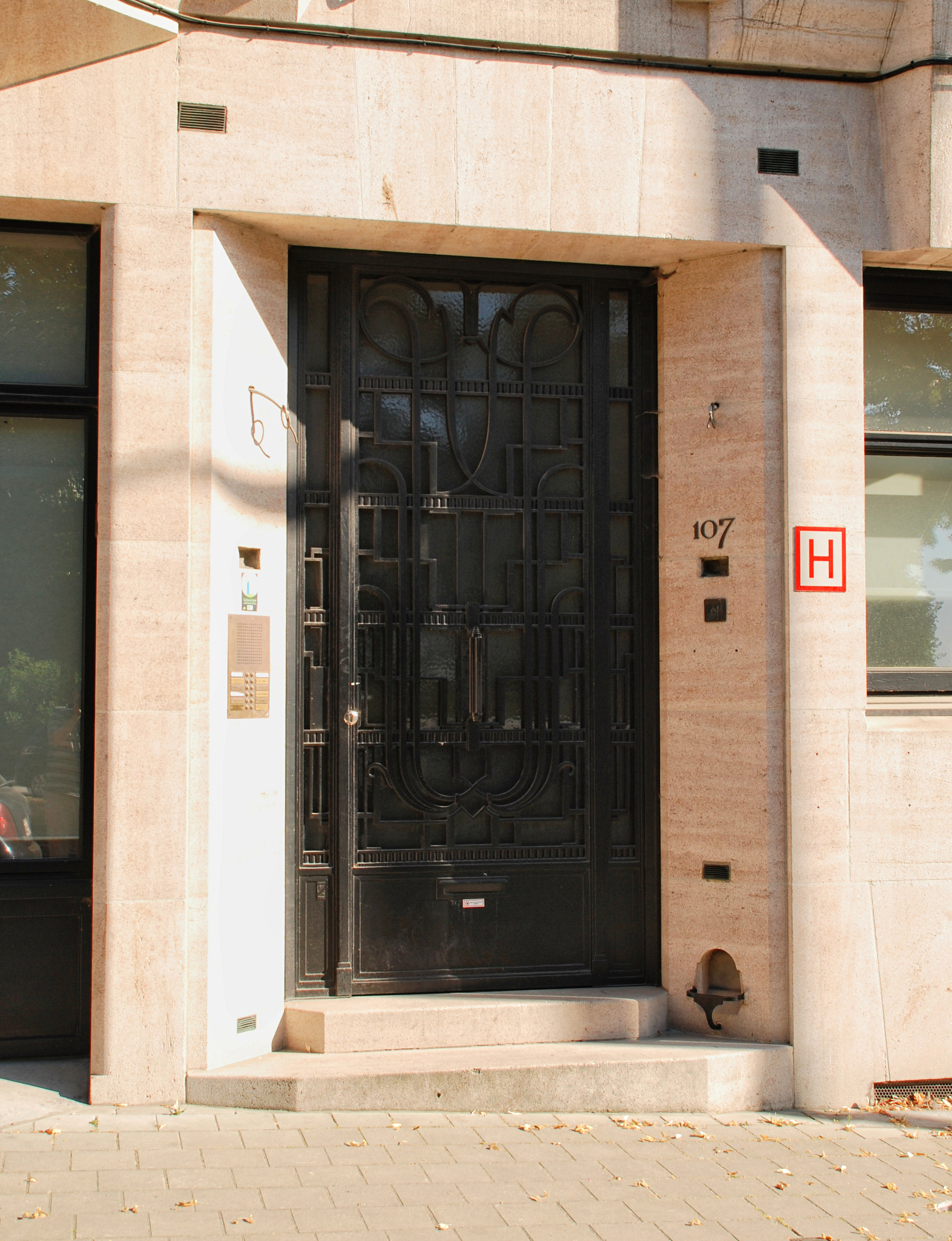
La porte d'entrée.
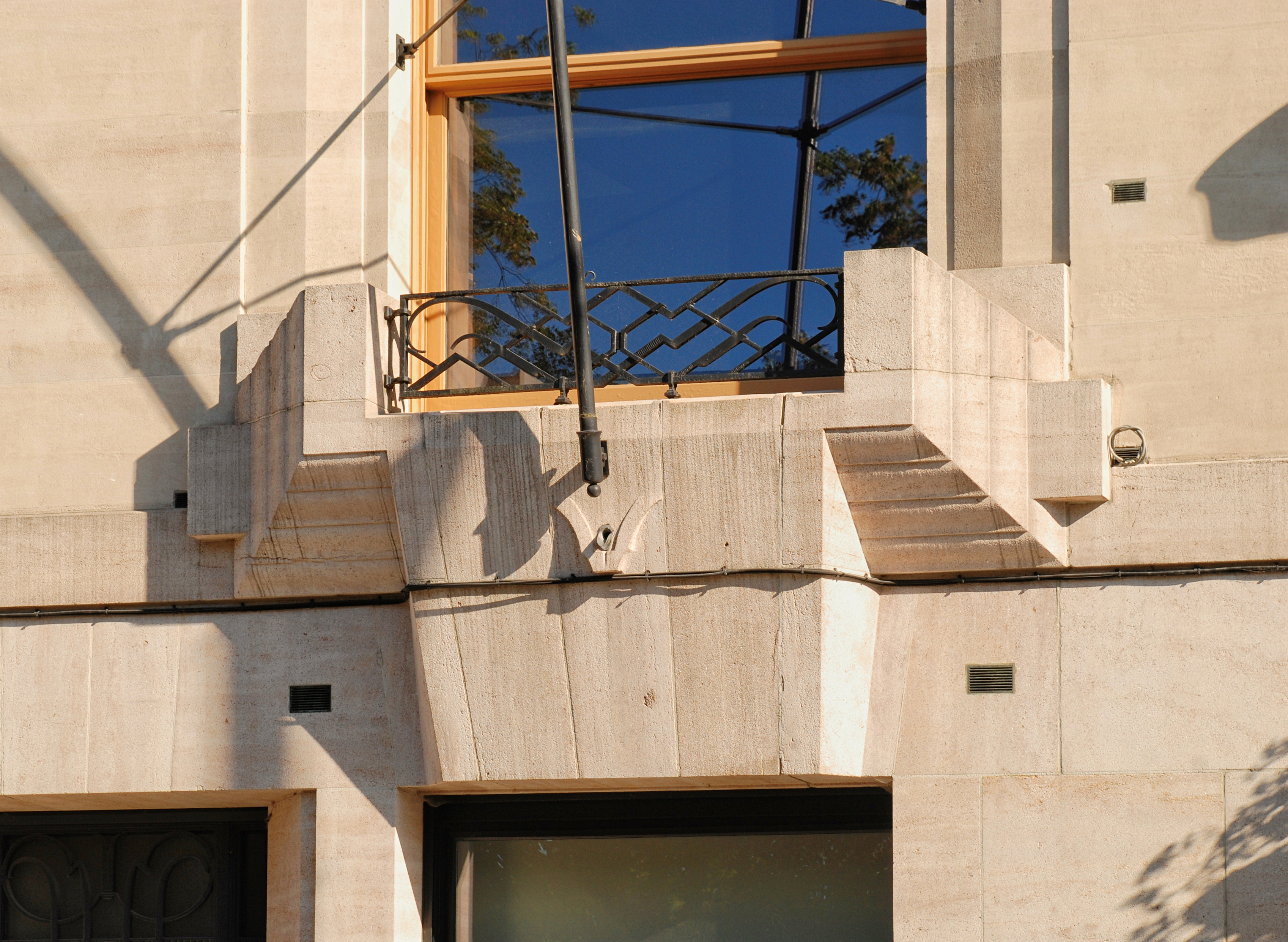
Le faux balcon du premier étage.